# Bolitogyrus tortifolius
Bolitogyrus tortifolius (лат.) — вид коротконадкрылых жуков рода Bolitogyrus из подсемейства Staphylininae (Staphylinidae). Неотропика: Коста-Рика (Monteverde National Park).

## Описание
Длина около 4 мм, окраска тела пёстрая, блестящая. Тело темно-коричневое, лоб со слабым зеленовато-синим металлическим отблеском, переднеспинка со слабым бронзовым металлическим отблеском; переднеспинка с боковыми частями более светлая, красновато-коричневая; надкрылья с контрастными участками от бледно-желтого до оранжевого цвета, плечевая часть с бледными отметинами в виде полумесяца на диске, эпиплевры в целом светлее, обычно с тёмным участком в апикальных двух третях, вершина надкрылий широко бледнее; верх брюшка с паратергитами обычно светлее, VII тергит со светлой, красновато-оранжевой полукруглой отметиной на вершине; III—V или III—VI стерниты брюшка со светлым боковым пятном у основания и на вершине; антенномеры I—V желто-оранжевые, VI—X коричневые до темно-коричневые, XI отчетливо светлее, жёлтые, у некоторых экземпляров антенномеры I и II немного светлее (жёлтые), чем III—V; передние тазики и бёдра полностью светлые, жёлтые, средние и задние тазики затемнены, задние тазики темно-коричневая в основании, средние и задние бёдра с тёмной субапикальной перевязью, голени светлые, жёлтые с затемненной боковой стороной, лапки светлые, желто-коричневые. Антенномеры I—V усиков без плотного опушения; боковые части задних голеней без шипиков, только со щетинками; глаза сильно выпуклые и занимающие почти всю боковую поверхность головы. Обнаружены на гнилой древесине с грибами во влажных вечнозелёных лесах. Вид был впервые описан в 2014 году датским колеоптерологом Адамом Брунком (Adam J. Brunke; Biosystematics, Natural History Museum of Denmark, University of Copenhagen, Копенгаген, Дания).